# USS Chase (DE-158)
USS Chase (DE-158/APD-54) là một tàu hộ tống khu trục lớp Buckley được Hải quân Hoa Kỳ chế tạo trong Chiến tranh Thế giới thứ hai. Nó là chiếc tàu chiến thứ hai của Hải quân Mỹ được đặt cái tên này, nhưng là chiếc duy nhất được đặt theo tên Chuẩn đô đốc Jehu Valentine Chase (1869-1937), người từng tham gia cuộc Chiến tranh Thế giới thứ nhất. Nó đã phục vụ trong chiến tranh cho đến năm 1944, khi được cải biến thành một tàu vận chuyển cao tốc mang ký hiệu lườn APD-54, và tiếp tục phục vụ cho đến khi chiến tranh kết thúc; nó xuất biên chế và bị tháo dỡ năm 1946. Chase được tặng thưởng hai Ngôi sao Chiến trận do thành tích phục vụ trong Thế Chiến II.

## Thiết kế và chế tạo
Những chiếc thuộc lớp tàu hộ tống khu trục Buckley có chiều dài chung 306 ft (93 m), mạn tàu rộng 37 ft 1 in (11,30 m) và độ sâu mớn nước khi đầy tải là 11 ft 3 in (3,43 m). Chúng có trọng lượng choán nước tiêu chuẩn 1.400 tấn Anh (1.400 t); và lên đến 1.740 tấn Anh (1.770 t) khi đầy tải. Hệ thống động lực bao gồm hai turbine hơi nước General Electric công suất 13.500 mã lực (10.100 kW), dẫn động hai máy phát điện công suất 9.200 kilôwatt (12.300 hp) để vận hành hai trục chân vịt;  công suất 12.000 hp (8.900 kW) cho phép đạt được tốc độ tối đa 23 kn (26 mph; 43 km/h), và có dự trữ hành trình 6.000 nmi (6.900 mi; 11.000 km) khi di chuyển ở vận tốc đường trường 12 kn (14 mph; 22 km/h).
Vũ khí trang bị bao gồm ba pháo 3 in (76 mm)/50 cal trên tháp pháo nòng đơn có thể đối hạm hoặc phòng không, một khẩu đội 1,1 inch/75 caliber bốn nòng và tám pháo phòng không Oerlikon 20 mm. Vũ khí chống ngầm bao gồm một dàn súng cối chống tàu ngầm Hedgehog Mk. 10 (có 24 nòng và mang theo 144 quả đạn); hai đường ray Mk. 9 và tám máy phóng K3 Mk. 6 để thả mìn sâu. Khác biệt đáng kể so với lớp Evarts dẫn trước là chúng có thêm ba ống phóng ngư lôi Mark 15 21 inch (533 mm). Thủy thủ đoàn đầy đủ bao gồm 186 sĩ quan và thủy thủ.
Chase được đặt lườn tại Xưởng hải quân Norfolk ở Portsmouth, Virginia vào ngày 16 tháng 3, 1943. Nó được hạ thủy vào ngày 24 tháng 4, 1943; được đỡ đầu bởi bà Jehu V. Chase, vợ góa Chuẩn đô đốc Chase, và nhập biên chế vào ngày 18 tháng 7, 1943 dưới quyền chỉ huy của Hạm trưởng, Thiếu tá Hải quân Victor Bonnar Staadecker.

## Lịch sử hoạt động
Sau khi hoàn tất chuyến đi chạy thử máy huấn luyện tại khu vực Bermuda, trong giai đoạn từ ngày 14 tháng 9, 1943 đến ngày 23 tháng 11, 1944, Chase đã thực hiện sáu chuyến hộ tống vận tải khứ hồi vượt Đại Tây Dương từ New York và Norfolk, Virginia đến các cảng Bắc Phi. Trong chuyến đi thứ hai khi đã gần đến Bizerte vào ngày 20 tháng 4, 1944, nó đã nổ súng đánh đuổi những máy bay ném bom-ngư lôi đối phương tấn công, rồi cứu vớt những thủy thủ đang bơi trên biển từ ba tàu buôn bị trúng ngư lôi. Trong chặng quay trở về vào ngày 5 tháng 5, nó tham gia vào việc truy tìm chiếc tàu ngầm U-boat Đức U-967, vốn đã phóng ngư lôi đánh trúng tàu chị em Fechteler (DE-157), và sau đó đã cứu vớt 52 người sống sót.
Quay trở về Hoa Kỳ sau chuyến hộ tống vận tải sau cùng, Chase đi đến Xưởng hải quân Boston để được cải biến thành một tàu vận chuyển cao tốc thuộc lớp Charles Lawrence. Được xếp lại lớp với ký hiệu lườn mới APD-54 vào ngày 24 tháng 11, 1944, nó rời Boston, Massachusetts vào ngày 4 tháng 2, 1945 để chuyển sang Mặt trận Thái Bình Dương. Đi đến Ulithi vào ngày 18 tháng 3, nó tiếp tục lên đường vào ngày hôm để tham gia cuộc đổ bộ lên Okinawa, tham gia vào lực lượng sẽ tổ chức một cuộc đổ bộ nghi binh lên bãi biển phía Nam nhằm thu hút sự chú ý của đối phương khỏi cuộc đổ bộ chính ở phía Tây. Việc đánh lạc hướng này rất có hiệu quả vào ngày đổ bộ 1 tháng 4, và nó tiếp tục phục vụ phòng không đánh trả máy bay đối phương tấn công các tàu bè đổ bộ, rồi chuyển lên phía Bắc để tuần tra chống tàu ngầm.
Ngoài hai chuyến đi ngắn đến Guam và Ulithi, Chase tiếp tục ở lại làm nhiệm vụ tại khu vực Okinawa đầy nguy hiểm cho đến ngày 20 tháng 5. Trong ngày đó, hỏa lực phòng không của nó đã bắn cháy một máy bay Kamikaze tấn công, nhưng bản thân nó phải cơ động để né tránh chiếc máy bay rơi xuống biển chỉ cách con tàu 10 yd (10 m). Vụ nổ của hai quả bom mà chiếc máy bay mang theo làm nứt vỡ lườn tàu, làm ngập nước ngăn nồi hơi và động cơ, và làm kẹt bánh lái gắt qua mạn trái. Trong hoàn cảnh nguy cấp này nó tiếp tục đánh đuổi một máy bay tấn công tự sát khác; và nỗ lực kiểm soát hư hỏng của thủy thủ đoàn đã giúp cho con tàu tiếp tục nổi.
Chase được kéo đến Kerama Retto để sửa chữa, và sau đó được kéo về Hoa Kỳ, về đến San Diego, California vào ngày 11 tháng 10. Tại đây con tàu được cho xuất biên chế vào ngày 15 tháng 1, 1946. Tên nó được cho rút khỏi danh sách Đăng bạ Hải quân vào ngày 7 tháng 2, 1946, và con tàu bị bán để tháo dỡ vào ngày 13 tháng 11, 1946.

## Phần thưởng
Chase được tặng thưởng hai Ngôi sao Chiến trận do thành tích phục vụ trong Thế Chiến II.
|             |             |  |
| Bronze star | Bronze star |  |

| Dãi băng Hoạt động Tác chiến (truy tặng)                                | Dãi băng Hoạt động Tác chiến (truy tặng)                                     | Huân chương Chiến dịch Hoa Kỳ                                                | Huân chương Chiến dịch Hoa Kỳ        |
| Huân chương Chiến dịch Châu Á-Thái Bình Dương với 1 Ngôi sao Chiến trận | Huân chương Chiến dịch Châu Âu-Châu Phi-Trung Đông với 1 Ngôi sao Chiến trận | Huân chương Chiến dịch Châu Âu-Châu Phi-Trung Đông với 1 Ngôi sao Chiến trận | Huân chương Chiến thắng Thế Chiến II |